# Nycterosea costovata
Nycterosea costovata är en fjärilsart som beskrevs av Foltin 1938. Nycterosea costovata ingår i släktet Nycterosea och familjen mätare. Inga underarter finns listade i Catalogue of Life.